# Districtes del Cantó de Solothurn

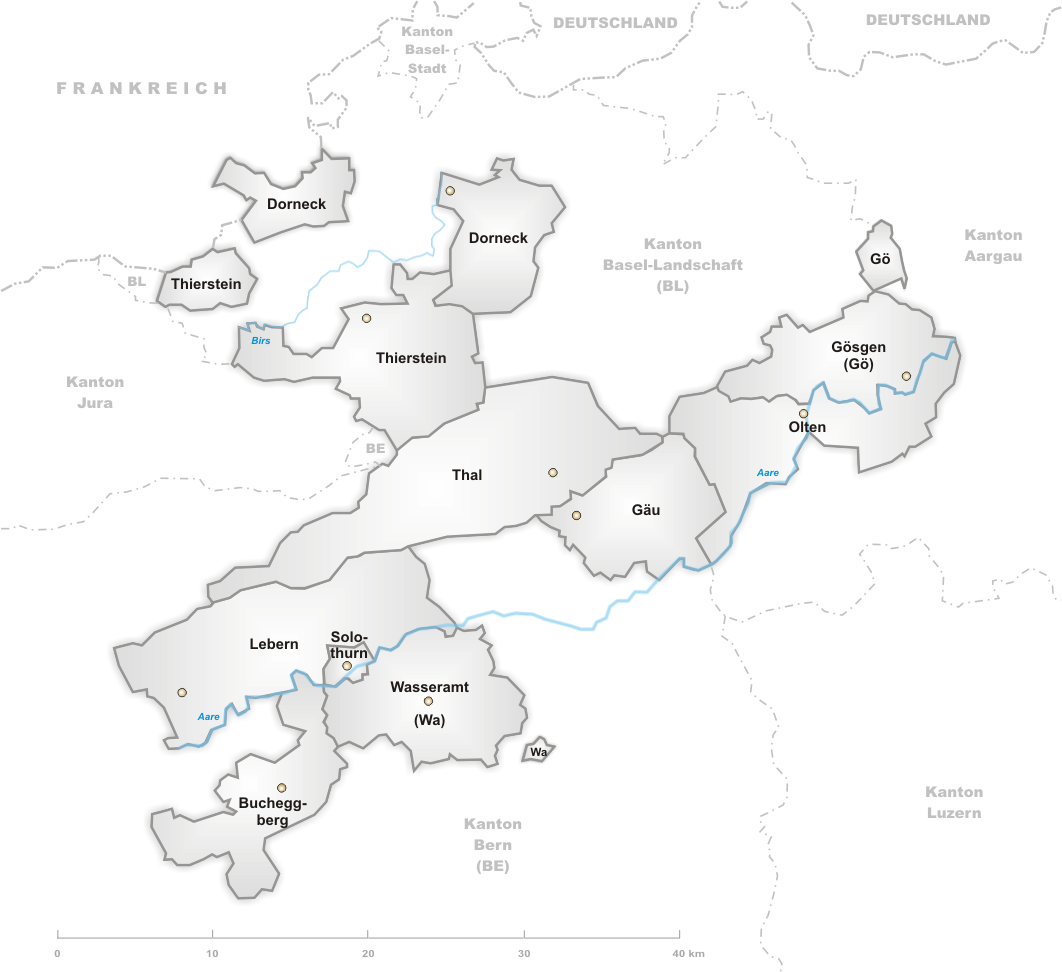
Districtes de Solothurn

Els Districtes del Cantó de Solothurn (Suïssa) són 10 i s'associen en parelles per crear cinc cercles legislatius (en alemany Wahlkreise).
- Districte de Bucheggberg, que form el Wahlkreis de Wasseramt-Bucheggberg
- Districte de Dorneck, que forma el Wahlkreis de Dorneck-Thierstein
- Districte de Gäu, que forma el Wahlkreis de Thal-Gäu
- Districte de Gösgen, que forma el Wahlkreis de Olten-Gösgen
- Districte de Lebern, que forma el Wahlkreis de Soleure-Lebern
- Districte d'Olten, que forma el Wahlkreis de Olten-Gösgen
- Districte de Solothurn, que forma el Wahlkreis de Soleure-Lebern
- Districte de Thal, que forma el Wahlkreis de Thal-Gäu
- Districte de Thierstein, que forma el Wahlkreis de Dorneck-Thierstein
- Districte de Wasseramt, que forma el Wahlkreis de Wasseramt-Bucheggberg